# 2008年夏季残疾人奥林匹克运动会厄瓜多尔代表团
2008年夏季残疾人奥林匹克运动会厄瓜多尔代表团是厄瓜多尔派出的2008年夏季残疾人奥林匹克运动会代表团。未获得奖牌。